# Linia kolejowa Groß Gleidingen – Wolfenbüttel
Linia kolejowa Groß Gleidingen – Wolfenbüttel – dawna niezelektryfikowana linia kolejowa w kraju związkowym Dolna Saksonia, w Niemczech. Początkowo odchodziła od linii Braunschweig-Derneburg do stacji Wolfenbüttel West.
W trakcie industrializacji systemy szynowe były wielokrotnie przebudowywane w rejonie Salzgitter, a następnie przekierowywane, więc na początku lat 40. XX w połączenie zachodnich linii kolejowych z Hanowerem i Hildesheim w Groß Gleidingen i kolejką wschodnią Wolfenbüttel-Oschersleben było prawie całkowicie nowe.